# BSH Hausgeräte
BSH Hausgeräte GmbH (dawniej Bosch und Siemens Hausgeräte GmbH) – największy producent sprzętu AGD w Europie i jeden z liderów produkcji świecie; Spółka zależna od Robert Bosch GmbH (Stuttgart) i powstała jako spółka joint venture utworzona w maju 1967 r. wraz z Siemens AG (Monachium). Spółka w 2019 roku osiągnęła roczną sprzedaż w wysokości 13,2 miliarda euro.
Obecnie BSH posiada około 40 fabryk w Europie, USA, Ameryce Łacińskiej i Azji. Wraz z globalną siecią sprzedaży, produkcji i usług, konglomerat BSH składa się obecnie z około 80 firm w 50 krajach, zatrudniających łącznie około 58 200 pracowników. We wrześniu 2014 r. Robert Bosch GmbH zgodził się na zakup 50% udziałów Siemensa w spółce joint venture za 3 miliardy euro.

## BSH Sprzęt Gospodarstwa Domowego Sp. z o.o.
Założona w 1992 roku spółka będąca głównym przedstawicielem BSH w Polsce. Grupa ma w Polsce sześć fabryk. W trzech łódzkich produkuje pralki, zmywarki i suszarki do ubrań, w dwóch wrocławskich – piekarniki i lodówki, a w podrzeszowskiej Rogoźnicy – małe AGD. Oprócz tego BSH prowadzi w Polsce centra usług wspólnych: usługi informatyczne, księgowe, handel zagraniczny czy centralne zakupy dla całej grupy BSH. Kolejne dwie polskie jednostki to Centrum Badań i Rozwoju w Łodzi oraz Centrum Kompetencyjne Digital & E-Commerce.
22 marca 2013 roku BSH Sprzęt Gospodarstwa Domowego sp. z o.o., polska spółka należąca do koncernu BSH Bosch und Siemens Hausgeräte GmbH, została większościowym udziałowcem polskiej spółki Zelmer SA z siedzibą w Rzeszowie. Od 2015 roku spółka BSH Sprzęt Gospodarstwa Domowego jest również właścicielem fabryk przejętych od przedsiębiorstwa FagorMastercook. W 2017 BSH zamknął spółkę Zelmer SA włączając fabryki w skład BSH, w których do 2019 kontynuował produkcję pod marką Zelmer. W 2019 marka Zelmer została wycofana z produkcji i zastąpiona między innymi przez marki Bosch i Siemens. W 2020 BSH sprzedał prawo do używania znaku i marki hiszpańskiej firmie B&B Trends na jej produktach.

## Marki BSH

### Marki sprzętu AGD[14]:

#### Globalne:
- Bosch
- Siemens
- Gaggenau

#### Regionalne:
- Neff
- Thermador

#### Lokalne:
- Balay
- Constructa
- Pitsos
- Profilo
- Junker

#### Byłe marki BSH:
- Zelmer[13]
- UFESA[15]

### Inne
- Home Connect